# Omelete de trufas negras
O omelete de trufas negras (em italiano:  frittata ai tartufi neri) é um prato típico da Itália feito à base de ovos, batata, trufa negra, presunto, azeite, sal e pimenta do reino.
Há grande variedade de trufas negras em Nórcia, uma pequena localidade da Úmbria, no centro da Itália. Elas são utilizadas em muitas receitas locais: para aromatizar recheios, para temperar pratos de massa ou acrescentar sabor a ovos cozidos, a patês, etc. Pode-se dizer que, ao longo do outono europeu, a trufa negra marca a cozinha da região.